# Pedro Rubiano Sáenz
Pedro Rubiano Sáenz (13 tháng 9 năm 1932  –  15 tháng 4 năm 2024) là một Hồng y người Colombia của Giáo hội Công giáo Rôma. Ông hiện đảm nhận vai trò Hồng y Đẳng Linh mục Nhà thờ Trasfigurazione di Nostro Signore Gesù Cristo. Ông từng đảm nhận vai trò Tổng giám mục đô thành Tổng giáo phận Bogotá trong suốt 16 năm, từ năm 1994 đến khi hồi hưu năm 2010.
Vốn là một giáo sĩ trong vai trò lãnh đạo giáo hội địa phương, ông từng đảm trách nhiều vai trò trong Giáo hội Công giáo tại Colombia như: Giám mục chính tòa Giáo phận Cúcuta (1971–1983), Tổng giám mục Phó Tổng giáo phận Cali (1983–1985), Tổng giám mục đô thành Tổng giáo phận Cali (1985–1994). Ngoài lãnh đạo các giáo phận được bổ nhiệm, ông còn đóng vai trò Chủ tịch Hội đồng Giám mục Colombia, từ năm 1990 đến năm 1996 và từ năm 2002 đến năm 2005. Ông được vinh thăng Hồng y ngày 21 tháng 2 năm 2001, bởi Giáo hoàng Gioan Phaolô II.

## Tiểu sử
Hồng y Pedro Rubiano Sáenz sinh ngày 13 tháng 9 năm 1932 tại Cartago, Colombia. Sau quá trình tu học dài hạn tại các cơ sở chủng viện theo quy định của Giáo luật, ngày 8 tháng 7 năm 1956, Phó tế Sáenz, 24 tuổi, tiến đến việc được truyền chức linh mục. Cử hành nghi thức truyền chức cho tân linh mục là giám mục Julio Caicedo Téllez, S.D.B., giám mục chính tòa Giáo phận Cali. Linh mục Sáenz đồng thời cũng là thành viên linh mục đoàn Giáo phận Cali.
Sau 15 năm thi hành các công việc mục vụ với thẩm quyền và cương vị của một linh mục, ngày 2 tháng 6 năm 1971, Tòa Thánh loan tin Giáo hoàng đã quyết định tuyển chọn linh mục Pedro Rubiano Sáenz, 39 tuổi, gia nhập Giám mục đoàn Công giáo Hoàn vũ, với vị trí được bổ nhiệm là Giám mục chính tòa Giáo phận Cúcuta. Lễ tấn phong cho vị giám mục tân cử được tổ chức sau đó vào ngày 11 tháng 7 cùng năm, với phần nghi thức chính yếu được cử hành cách trọng thể bởi 3 giáo sĩ cấp cao, gồm chủ phong là Tổng giám mục Angelo Palmas, Sứ thần Tòa Thánh tại Brazil; hai vị giáo sĩ còn lại, với vai trò phụ phong, gồm có Tổng giám mục Alberto Uribe Urdaneta, Tổng giám mục đô thành Tổng giáo phận Cali và Tổng giám mục Alfredo Rubio Diaz, Tổng giám mục đô thành Tổng giáo phận Nueva Pamplona. Tân giám mục chọn cho mình khẩu hiệu: CARITAS CHRISTI URGET NOS.
Sau 12 năm thi hành các nhiệm vụ và công tác của một giám mục chính tòa tại Giáo phận Cúcuta, Tòa Thánh thăng Giám mục Pedro Rubiano Sáenz lên hàng Tổng giám mục, qua việc bổ nhiệm Giám mục này đảm đương vụ trí mới là Tổng giám mục Phó Tổng giáo phận Cali. Thông báo chính thức về tin bổ nhiệm này được công bố cách rộng rãi vào ngày 26 tháng 3 năm 1983. Ông nhanh chóng kế vị trở thành Tổng giám mục đô thành Cali vào ngày 7 tháng 2 năm 1985.
Sau gần 10 năm đảm nhiệm vai trò cai quản Cali, Tòa Thánh quyết định thuyên chuyển Tổng giám mục Sáenz đến nhiệm sở mới, cụ thể bổ nhiệm tổng giám mục này đến Tổng giáo phận Bogotá, với chức vị tương đương nhiệm sở cũ là Tổng giám mục đô thành.
Bằng việc tổ chức công nghị Hồng y năm 2001 được cử hành ngày 21 tháng 2, Giáo hoàng Gioan Phaolô II vinh thăng Tổng giám mục Pedro Rubiano Sáenz tước vị danh dự, Hồng y. Tân Hồng y thuộc Đẳng Hồng y Linh mục và Nhà thờ Hiệu tòa được chỉ định là Nhà thờ Trasfigurazione di Nostro Signore Gesù Cristo. Sau đó, ông đã cử hành các nghi thức nhận nhà thờ hiệu tòa của mình vào ngày 24 tháng 2 cùng năm.
Ngày 8 tháng 7 năm 2010, Tòa Thánh chấp thuận đơn xin về hưu của ông vì lý do tuổi tác, theo Giáo luật.
Ông qua đời tại dinh thự của ông ở Bogotá, vào ngày 15 tháng 4 năm 2024, thọ 91 tuổi.